# Serapione di Alessandria (medico)
Serapione di Alessandria (Grecia, III secolo a.C. – II secolo a.C.) è stato un medico greco antico.

## Biografia
Fu un seguace di Filino di Cos, un sostenitore della Scuola empirica di Filino che si richiamava ad Ippocrate, e della quale era considerato uno dei fondatori. Serapione stilò severe regole per gli esperimenti della scienza medica. Galeno e gli Empirici che seguirono lo apprezzarono molto.
Serapione si dedicò ai seguenti, oggi discutibili, metodi di cura:
- Gli epilettici devono pennellarsi il collo con aceto di vino ed il corpo con olio essenziale di rosa
- Rimedi contro l'epilessia: 
  - cervella di camaleonte
  - cuori di lepre
  - sangue di tartaruga
  - testicoli di cinghiale
- clisteri per follia e tetano

Si sa inoltre che Serapione richiedeva frequentemente per i suoi trattamenti escrementi di coccodrillo. La sterilità femminile veniva da lui attribuita ad una errata temperatura dell'utero.